# Bullera unica
Bullera unica är en svampart som beskrevs av Hamam. & Nakase 1996. Bullera unica ingår i släktet Bullera och familjen Tremellaceae.   Inga underarter finns listade i Catalogue of Life.